# Universe Sandbox
Universe Sandbox é uma série de jogos com propósito educacional e interativo que simulam o universo. No jogo, os usuários podem ver os efeitos da gravidade em objetos no universo e executar simulações tendo como base o Sistema Solar, várias galáxias ou outras simulações, enquanto ao mesmo tempo interagem e mantêm o controle sobre a gravidade, o tempo e outros objetos no universo, como luas, planetas, asteroides, cometas e buracos negros. O Universe Sandbox original estava disponível apenas para o Windows, mas uma versão atualizada foi lançada para Windows, macOS e Linux em 2015.
O software foi projetado por Dan Dixon, que lançou a primeira versão em maio de 2008. Dixon trabalhou em tempo integral no projeto desde 2010, fundando a empresa Giant Army no ano seguinte. Desde então, ele contratou mais oito designers para a empresa. O desenvolvimento de uma nova versão do jogo, originalmente chamada Universe Sandbox², começaram em 2014. Em novembro de 2018, o Universe Sandbox original foi renomeado para Universe Sandbox Legacy, e a nova versão foi renomeada para Universe Sandbox em dezembro.

## Simulações
Simulações realistas e fictícias estão presentes no game, com cada área do espaço sideral sendo colocada por padrão ou de acordo com a preferência do jogador.

## Recepção
Duncan Geere, da PC Gamer UK, deu uma avaliação de 84/100 e falou positivamente sobre o jogo: "Universe Sandbox não vai mudar sua vida. Não vai fazer você chorar e não vai ficar no topo da sua lista dos mais jogados na Steam por semanas. Mas se você gosta da ideia de um planetário interativo que você pode desmontar e montar da maneira que quiser, e fica feliz em alimentá-lo com um pouco de imaginação, é difícil de encontrar uma maneira melhor de gastar £ 6."  Jules da Wired disse em sua crítica: "Eu vi alguns programas interativos maravilhosos que permitem que você e sua família explorem as vastas regiões do universo, mas nada tão fascinante quanto o Universe Sandbox. [...] Ao contrário da maioria dos softwares de astronomia que apenas mostram como é o céu ou onde estão os planetas, o Universe Sandbox é um poderoso simulador de gravidade." 
A equipe de desenvolvimento começou a trabalhar em uma reescrita completa de Universe Sandbox, originalmente chamada de Universe Sandbox², em 2014. Alguns dos novos recursos incluem atmosferas sendo mostradas nos planetas, texturas dinâmicas e geradas processualmente em estrelas e gigantes gasosos, um sistema de colisão mais realista e gráfico, gráficos 3D no modo gráfico, simulação de evolução estelar, detalhes processuais em anéis/partículas, visualização de buracos negros, simulação de objetos semelhantes a fluidos (como nuvens de gás, nebulosas, discos protoplanetários, colisões planetárias e muito mais). A equipe demonstrou muitos desses recursos na conferência Unite 2012. Em 15 de novembro de 2018, foi adicionado o recurso de compartilhamento de simulações através do Steam Workshop. Simulações como o Planeta X colidindo com a Terra, Vênus e Marte como os planetas eram há bilhões de anos são possíveis. Em dezembro de 2018, o jogo foi renomeado de Universe Sandbox² para Universe Sandbox.